# Dasyprocta coibae
Агуті Койби (Dasyprocta coibae) — вид гризунів родини агутієвих, що мешкає тільки на острові Койба, Панама.

## Зовнішня морфологія
Довжина голови й хвоста: 435–520 мм, хвіст: 30—40 мм. Схожий на Dasyprocta punctata й відрізняється головним чином формою черепа. Верхня частина тіла монотонна, жовто-коричнева із чорними вкрапленнями, низ — блідіший.